# Räddningsvärn

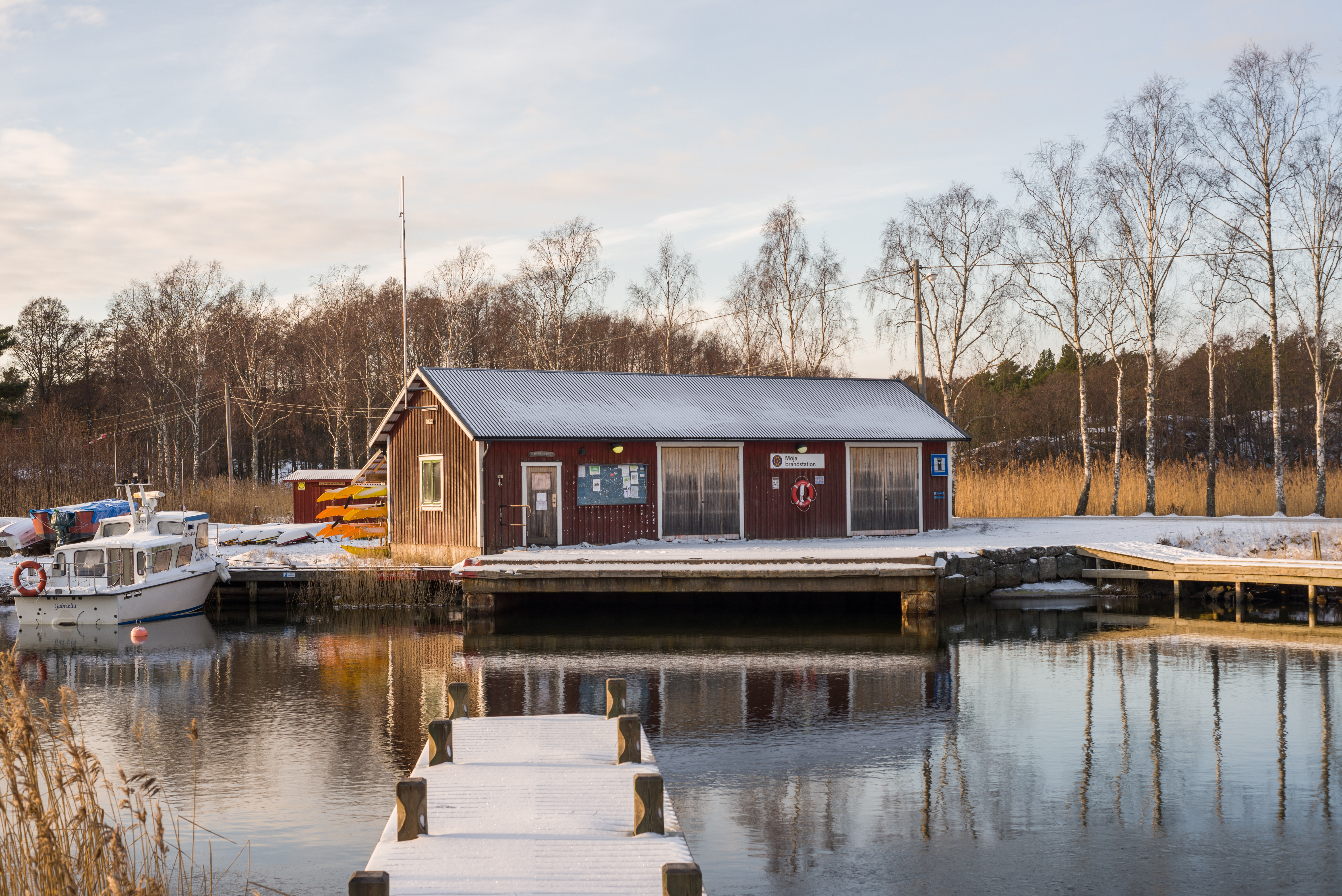
Brandstationen på Möja i Stockholms skärgård bemannad av Möja räddningsvärn.

Räddningsvärn, eller brandvärn, är en förstärkningsresurs för en ordinarie kommunal brandkår, där brandmännen normalt består av frivilliga, men som också kan tas ut med tjänsteplikt. Formerna för beredskap kan skilja sig från kommun till kommun. 
Räddningsvärn bemannas med brandmän, vilka är underställda den ordinarie kommunala räddningstjänsten.
Räddningsvärnens arbetsuppgifter kan skilja sig från kommun till kommun och kan innefatta allt från enklare bevakning av majbål och eftersläckning av brandplatser till direkt utryckning och samarbete med huvudstyrka i samband med trafikolyckor, bränder och liknande. 
Tidigare saknade brandmän tillhörande räddningsvärn särskild utbildning, men på senare tid har ett system med certifiering införts. Utbildningen sker främst på distans, med praktiska övningar inom den ordinarie räddningstjänstens organisation.